# Dulceida
Aida Domènech i Pascual, també coneguda com a Dulceida   (Badalona, 23 d'octubre de 1989), és una bloguera i celebritat d'Internet catalana. És reconeguda per la seva tasca en la difusió de la moda a través del seu blog, el seu compte d'Instagram i d'altres xarxes socials.

## Trajectòria
Va iniciar la carrera professional en l'àmbit de la moda a través del seu blog de nom homònim; inicialment com una afició fins que progressivament es va anar professionalitzant. L'utilitzà com un espai personal on mostrar la seva afició per la moda i on vestia peces de roba o accessoris de tercers, així com per explicar moments de la seva vida. També va començar a difondre la seva feina entre les diferents xarxes socials, especialment en el seu compte d'Instagram (2,8 milions de seguidors al maig de 2020) i canal de Youtube (2,2 milions de seguidors al maig de 2020).
Domènech va rebre el premi Best Style Fashion Blog a la Berlin Fashion Week el 2014.
Va organitzar DulceWeekend l'estiu de 2016, un festival de moda que consistia en un mercat obert a l'antiga fàbrica de Cerveses Estrella Damm on venia part d'aquelles peces de roba que havia utilitzat al llarg de la seva carrera, també hi havia altres marques i concerts de Dj's i de Carlos Sadness. Aquest mateix any, va editar el seu primer llibre, Dulceida. Guía de estilo de l'editorial Libros cúpula, que inclou fotografies d'ella que ha fet durant tot un any de viatges i en la seva ciutat natal amb diversos "looks" i on explica en diversos apartats de la seva vida, com l'amor, l'amistat o els viatges.
L'any 2017 va llançar al mercat la línia de perfum Mucho amor by Dulceida distribuïda a través de les perfumeries Druni i en la seva pàgina DulceidaShop.
El gener del 2018 va desfilar per primera vegada a la 080 Barcelona Fashion per Ze García, dissenyador de peces luxoses de roba barceloní.
El 2022, va ser pregonera de l'Orgull de Barcelona.

## Vida personal
Va mantenir una relació sentimental amb el fotògraf Sergi López. El 2015, va sortir de l'armari a les xarxes socials com a bisexual presentant la parella del moment. El 2016, va casar-se amb Alba Paul Ferrer, encara que no van formalitzar els tràmits al Registre Civil. El 2021, van anunciar la ruptura. A mitjan 2023, van fer públic a través d'Instagram que tornaven a estar juntes. L'abril del 2024, van anunciar que serien mares, segons havia especulat prèviament el programa Socialité de Telecinco.

## Filmografia

### Pel·lícules
| Any  | Títol               | Paper    | Director/a   | Ref.   |
| ---- | ------------------- | -------- | ------------ | ------ |
| 2019 | Bajo el mismo techo | Cambrera | Juana Macías | [ 15 ] |

### Sèries
| Any         | Títol                     | Plataforma         | Paper         | Capítols                                 | Ref.   |
| ----------- | ------------------------- | ------------------ | ------------- | ---------------------------------------- | ------ |
| 2016 - 2019 | Paquita Salas             | Netflix            | Ella mateixa  | 1x05. La magia que hay en ti 3x04. Viral | [ 16 ] |
| 2020        | Válidas                   | YouTube            | Ella mateixa  | 1x04. ¡Denunciadas!                      |        |
| 2021        | El Internado: Las Cumbres | Amazon Prime Video | Bibliotecària | 1x04. Episodi 4 1x05. Episodi 5          | [ 17 ] |

### Programes de televisió
| Any         | Títol                  | Paper    | Canal    | Notes                                                                                 | Ref.   |
| ----------- | ---------------------- | -------- | -------- | ------------------------------------------------------------------------------------- | ------ |
| 2015        | Al Rincón              | Invitada | Antena 3 | Presentat per Risto Mejide.                                                           | [ 18 ] |
| 2016 - 2017 | Quiero Ser             | Jurat    | Divinity | Juntament amb Ángela Rozas i Cristo Báñez, i Sara Carbonero com a presentadora.       | [ 19 ] |
| 2017        | Chester                | Invitada | Cuatro   | Presentat per Risto Mejide.                                                           | [ 20 ] |
| 2019        | Top Photo              | Jurat    | #0       | Juntament amb Jose Manuel Ferrater i Gonzaga Manso, i Brisa Fenoy com a presentadora. |        |
| 2019        | El cielo puede esperar | Invitada | #0       | Al capítol de Cristina Pedroche, presentat per Alberto Casado.                        | [ 21 ] |
| 2019        | Alguna Pregunta Més?   | Invitada | TV3      | A la secció "La televisió és cultura".                                                | [ 22 ] |
| 2020        | No pot ser!            | Invitada | TV3      | Al capítol anomenat "La tele sóc jo", presentat per Jordi Basté.                      | [ 23 ] |
| 2020        | Top Photo              | Jurat    | Neox     | Juntament amb Eugenio Recuenco i Gonzaga Manso, i Lorena Castell com a presentadora.  | [ 24 ] |
| 2020        | Al Cotxe               | Invitada | TV3      | Presentat per Eloi Vila.                                                              | [ 25 ] |

### Videoclips
| Any  | Cançó                  | Artista              | Àlbum                   | Ref.   |
| ---- | ---------------------- | -------------------- | ----------------------- | ------ |
| 2018 | Te Quiero Un Poco      | Carlos Sadness       | Diferentes Tipos de Luz | [ 26 ] |
| 2018 | La vida no es La la la | Café Quijano         | La vida no es La la la  | [ 27 ] |
| 2018 | Bajito                 | Ana Guerra           | Reflexión               | [ 28 ] |
| 2020 | Si Tú La Quieres       | David Bisbal, Aitana |                         | [ 29 ] |

## Premis i reconeixements
- Best Style Fashion Blog del 2014
- Premio Pluma FELGTB Barcelona del 2016

## Obra
- Dulceida. Guía de estilo (2016) ISBN 9788448022136